# Friends (chanson de Joe Satriani)
Pour les articles homonymes, voir Friends (homonymie).
Friends est la première piste de l'album de 1992 The Extremist du guitariste américain Joe Satriani. La progression d'accords de la pièce, à l'exception du pont, utilise la construction I-IV-V en Ré mineur, accompagnée de power chords.
Satriani exécute la piste avec un accordage en drop D abaissé d'un demi-ton. Lors des performances sur scène (live), il utilise la plupart du temps une guitare différente de celle utilisé pour l'enregistrement studio.